# 龍崖城
龍崖城遺址位於四川省南川縣馬嘴鄉，現屬重慶市，為宋代所筑。1991年4月16日公佈為四川省文物保護單位。2000年9月7日列為第一批重慶市文物保護單位。

## 历史[3]
龍崖城址在南川縣城東40公里馬嘴鄉天成山上，海拔1784公尺。城內有一天池，為當年屯兵積水處。城垣、城門建築完好，額書「蟠龍砦」3字，其上有一石方，長50厘米、寬20厘米，刻「黃帝紀元四千六百一十一年癸丑歲建』』，當是民國初年維修時所刻。天成山又名馬嘴山，山勢雄奇。《明史·地理志》載，馬嘴山原名「馬頸關」，扼川、黔咽喉，山高路險，四周懸崖絕壁，唯馬頸處有一獨路可登，自古以來為兵家必爭之地，馬嘴場口萬天宮有煙墩堡，為古代烽火台。城門左側崖壁上，有摩崖石刻銘文，長2.4公尺，寬3.5公尺，計258字，字徑14公釐，楷書雙鉤，古朴遒勁，僅個別字模糊，余皆清晰可識，系南宋開慶元年（1259年）所刻，其內容記載南宋寶祐乙卯（1255年），守臣淮東都梁茆世雄為防韃靼入侵，在此築城守御，並據以勝韃靼事。此刻石是研究宋蒙之戰和書法藝術的實物資料。
附近文物計有宋代石刻2處，明代接應佛一龕，民初記載蔡鍔、唐繼堯二賊犯川石刻一幅。民初所筑寨門一座。
宋代石刻一在城門左側崖壁上，長2.4公尺，寬3.5公尺，計258字，字徑14公釐，楷書雙鉤，古樸遒勁，僅個別字模糊，余皆清晰可識，系南宋開慶元年（1259年）所刻，其內容記載南宋寶祐乙卯（1255年），守臣淮東都梁茆世雄為防韃靼入侵，在此築城守御，並據以勝韃靼事。
其文曰：『宋寶祐乙卯，上有旨城南平。越三年，守臣淮東都梁茆世雄戍羅播城龍嵓。畢事嘉平奉梱命領郡寄。始至，韃已及境。正月賊酋重兵攻城，二月再寇。斬虜使，焚僞書，諸將争擊，賊敗而退，獻俘授馘，功不一書。先是城池草創，浚之、崇之，遂為南方第一屏障。梱臺以全城卻敵，聞之公朝，上恩疊頒。宰揆樞宜鈞翰踵至，咸謂興築以來所創見也。共事者鈴路趙全、茆士龍、王用寇、青常喜、樊文貴、郭德、何展、朱珍、劉儲烋、江司總、管雷震。鈴路張福、孟世英、韋喜、汪興、汪世雄。興國王富前，太守李奕，承郡丞石大異。僚屬劉應炳、張震珪、張善祥、姚鼎發、張熈載、程師望。楊鈞。勾印文已傳、張惠、何友賢、唐化龍、馮炎之、趙孟僾、韋翔鳳、張起南、侯應申、王韓。開慶改元七月既望拜手謹書。』
宋代石刻二。
據縣志記載，字大尺餘。其文曰：寶祐四年，上有旨築南郡四城，南平守史切舉奉梱。令城馬腦山，四月丁卯而裁，至六月戊寅而畢。
明代接應佛一龕在凉风岭旁，為“皇明萬曆十七年八月十五日吉旦，發心信士人王一忠妻張氏？？莊接引佛一尊。？同父王達（遠？）傑”。
民國碑刻很有史料價值，記載民國五年袁大總統稱帝，蔡鍔、唐繼堯二賊借反對為名，興兵進攻四川，同室操戈，蹂躪百姓。川軍派出官兵駐守此地，披星戴月，受盡雨雪風霜，奮勇抵抗之事。
其文曰：『袁大縂統稱帝於民國五年。初已改國號為洪憲元年。各省均已贊成。惟雲貴將軍蔡鍔唐繼堯不服。㒷兵犯川。我軍於一月初奉命抵黔。來此馬嘴。已兩戰矣。戰鬥數月。因念人民縻爛。乃於四月七號奉文取消帝號。仍以本年為中華民國五年。由此推想。茲既廢止帝制。諒將罷兵。但是同室操戈。兩面傷亡。何苦爭權奪利。百姓蹂躪難堪。所幸我連官長士兵防守此山。雖披星戴月。受盡雨雪風霜。尚未嗟怨。卒見同心同德。無任欣慰。用特於石。略述戰事始末。以便留名而待後世一覽之意云爾。陸軍十五師步兵三十旅六十團三營十二連連長趙冕 排長曾世𠊺。張澤沛 。張作舟。司務長。雒宗朝。同鐫。中華民國五年五月中旬吉日連長趙冕謹撰並書』。